# Ola Podrida
Ola Podrida — инди-рок группа из Остина, штат Техас. Их лидер — музыкальный композитор Дэвид Уинго. Группа выпустила три альбома, которые получили положительные рецензии в таких изданиях, как Pitchfork Media, Spin, Paste, и AllMusic.

## Дискография
| Год  | Название          | Лейбл         |
| ---- | ----------------- | ------------- |
| 2007 | Ola Podrida       | Plug Research |
| 2009 | Belly of the Lion | Western Vinyl |
| 2013 | Ghosts Go Blind   | Western Vinyl |